# Thatpicha Auksonsri
Thatpicha Auksonsri (thailändisch ทัตพิชา อักษรศรี, * 14. Juni 1994 in Bangkok) ist ein thailändischer Fußballspieler.

## Karriere
Thatpicha Auksonsri erlernte das Fußballspielen in der Schulmannschaft des Bangkok Christian College. Seine ersten Vereine waren Muangthong United und der Bangkok FC. Wann er hier genau spielte, ist unbekannt. Anschließend spielte er bis 2016 beim Erstligisten Pattaya United in Pattaya. Wo er vorher gespielt hat, ist unbekannt. Nach der Saison verließ er Pattaya. 2017 war er vertrags- und vereinslos. 2018 nahm ihn der Zweitligist Thai Honda Ladkrabang aus Bangkok unter Vertrag. 2019 absolvierte er für Thai Honda 25 Spiele in der Thai League 2. Nachdem der Club Ende 2019 bekannt gab, dass man sich ab 2020 aus der Liga zurückzieht, verließ er dem Club Richtung Sukhothai. Hier unterschrieb er einen Vertrag beim Sukhothai FC. Der Club spielt in der ersten Liga, der Thai League. Nachdem er in Sukhothai nicht zum Einsatz gekommen war, unterschrieb er am 1. Juli 2020 einen Vertrag beim Zweitligisten Ayutthaya United FC. Für Ayutthaya stand er 26-mal in der zweiten Liga im Tor. Zur Saison 2021/22 wechselte er zum Erstligisten Chonburi FC. Für den Erstligisten bestritt er sieben Erstligaspiele. Im Juli 2022 wechselte er nach Samut Prakan zum Erstligaabsteiger Samut Prakan City FC. Für den Verein bestritt er 26 Zweitligaspiele. Zu Beginn der Saison 2023/24 wechselte er im Sommer 2022 zum ebenfalls in der zweiten Liga spielenden Bangkoker Zweitligisten Kasetsart FC. Nach acht Ligaspielen wurde sein Vertrag Ende Dezember 2023 nicht verlängert. Im Januar 2024 verpflichtete ihn der Erstligist Trat FC. Am Ende der Saison 2023/24 belegte er mit dem Verein aus Trat den letzten Tabellenplatz und musste somit in die zweite Liga absteigen. Nach dem Abstieg verließ er den Verein und schloss sich im Juli 2024 dem Erstligaaufsteiger Rayong FC an. Für den Verein aus Rayong bestritt er drei Ligaspiele. Nach einer Spielzeit wechselte er im Juli 2025 zum Zweitligisten Chainat Hornbill FC.

## Sonstiges
Thatpicha Auksonsri ist der Bruder von Thitathorn Aksornsri und Thitawee Aksornsri.